# 古布インターチェンジ
古布インターチェンジ（こうインターチェンジ）は、愛知県知多郡美浜町にある南知多道路のインターチェンジ。
名古屋方面からの出口と名古屋方面への入口のみのハーフICである。料金は豊丘料金所で精算となるため、料金所は設置されていない。小規模であるためか南知多道路の案内や路線図から省略されている場合もある。

## 道路
- 南知多道路

## 隣
南知多道路
南知多IC - 豊丘TB - 古布IC - 豊丘IC